# Camponotus schaefferi
Camponotus schaefferi är en myrart som beskrevs av Wheeler 1909. Camponotus schaefferi ingår i släktet hästmyror, och familjen myror. Inga underarter finns listade.

## Bildgalleri

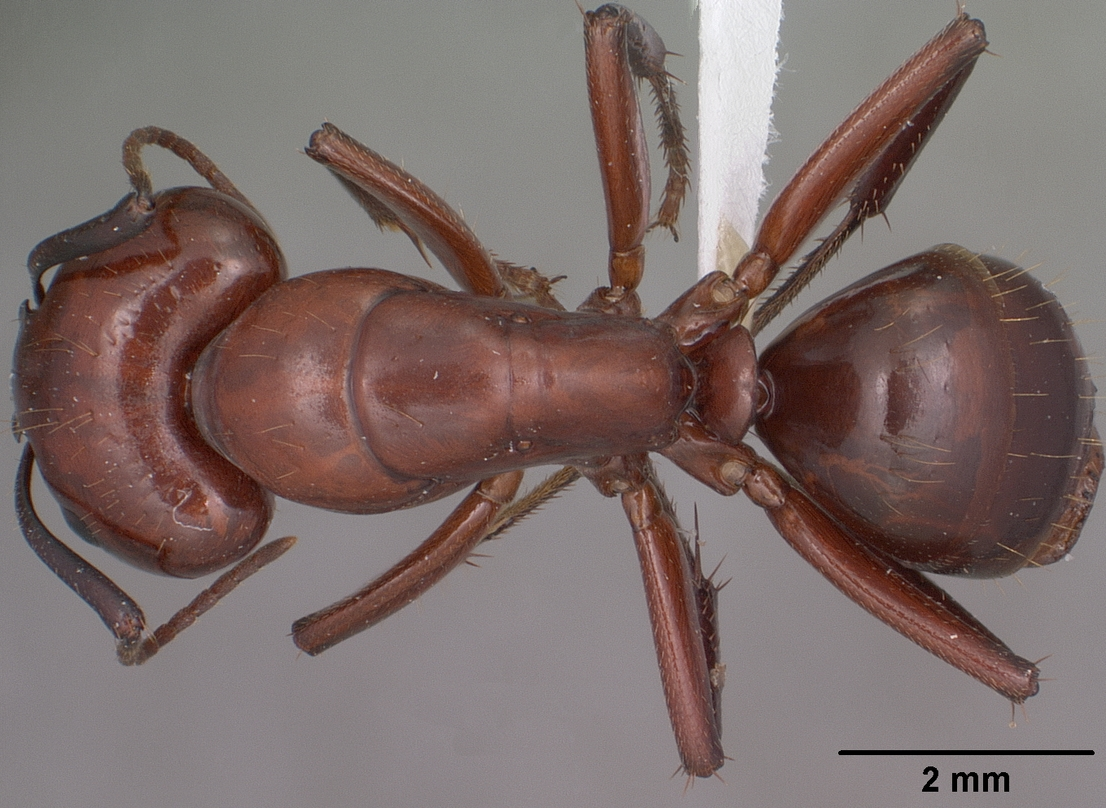
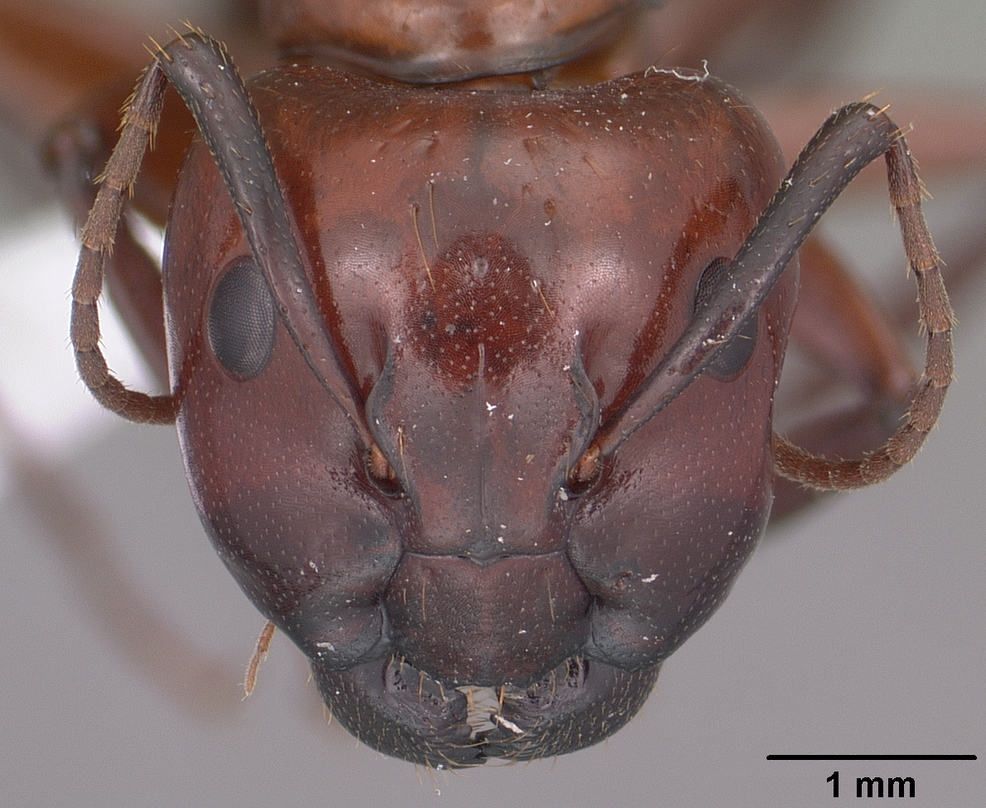
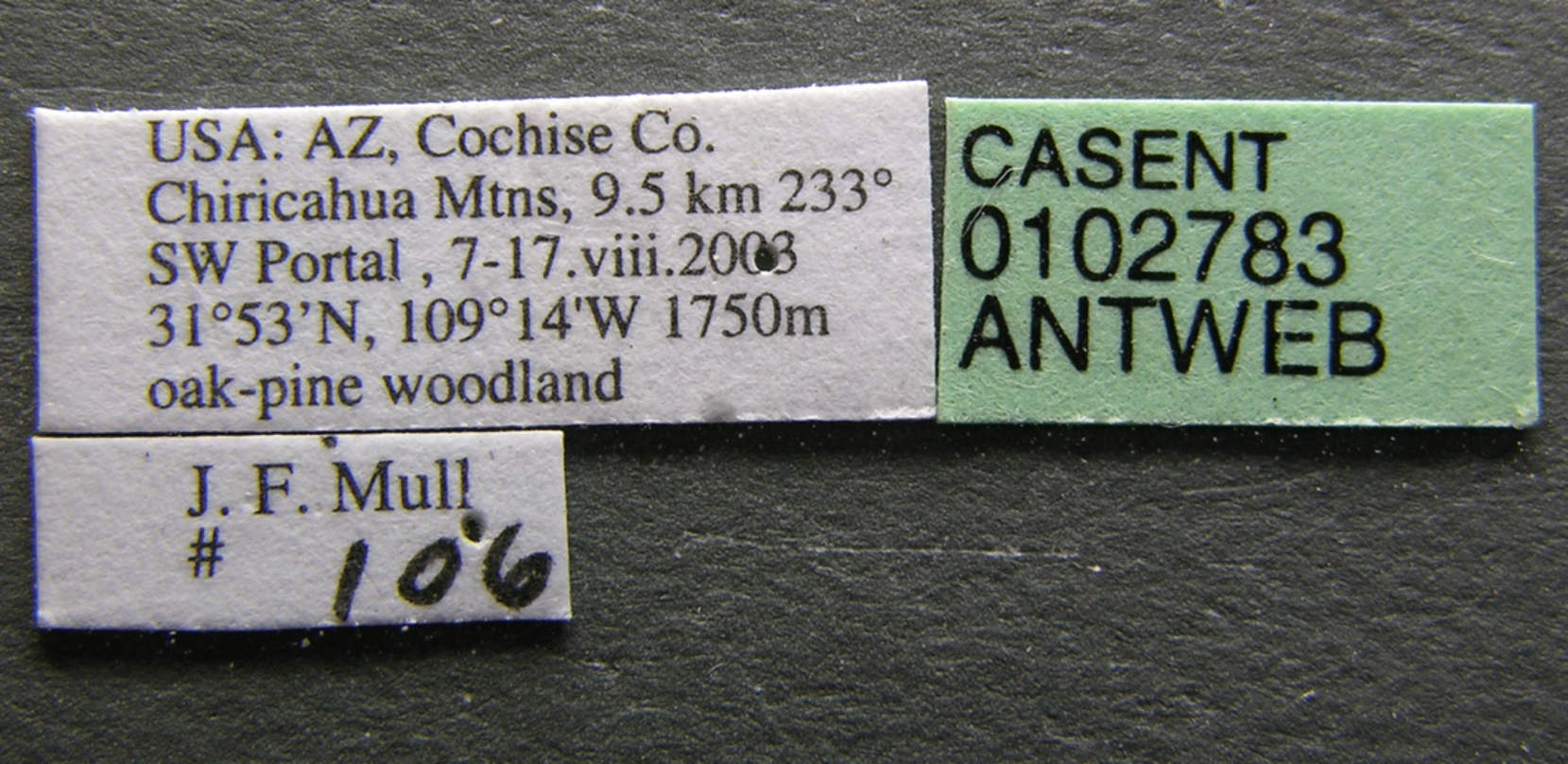
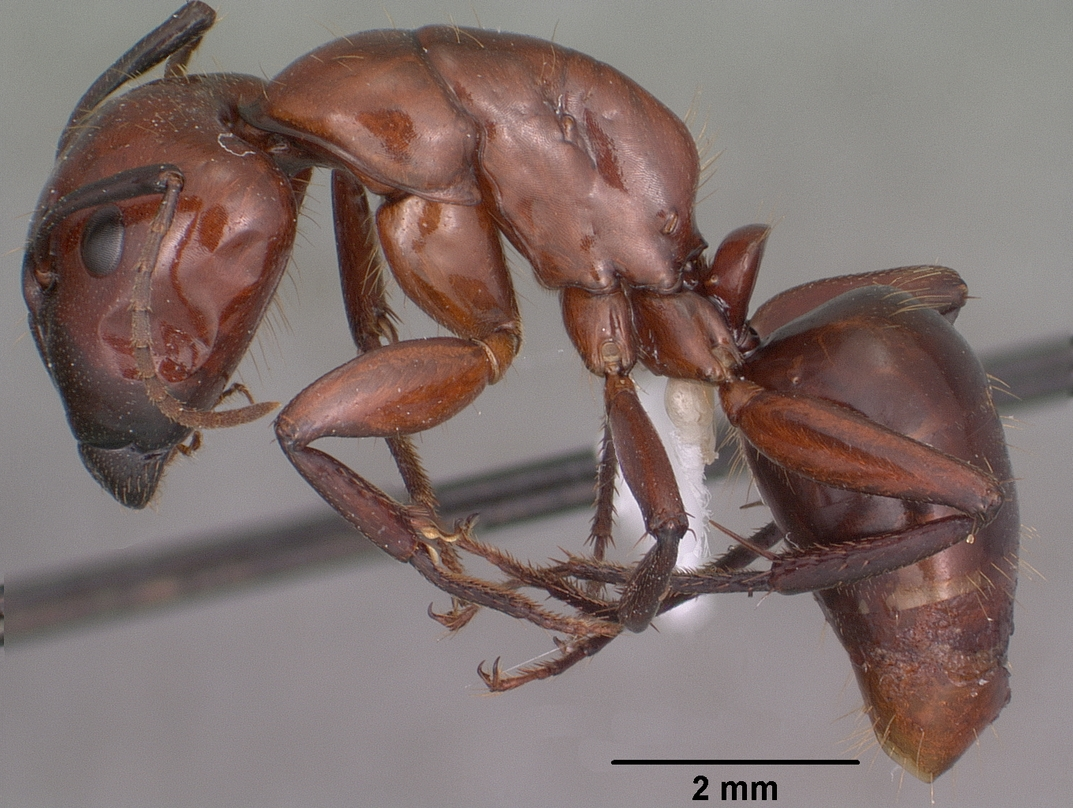
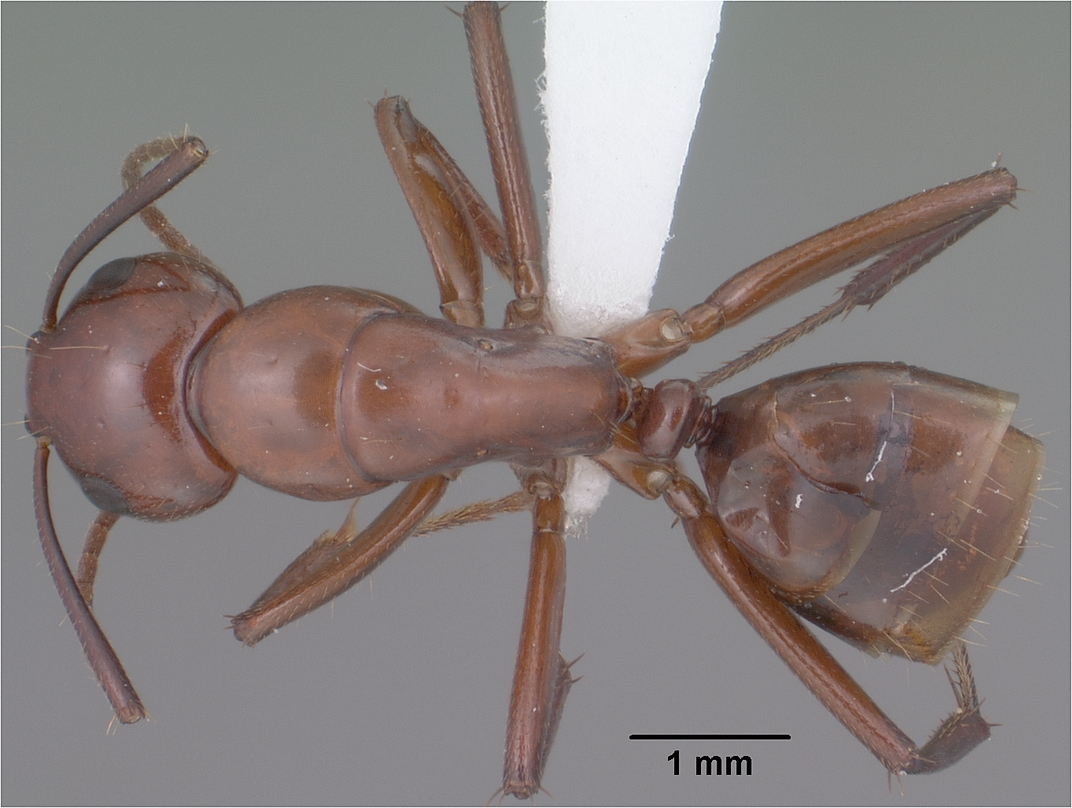
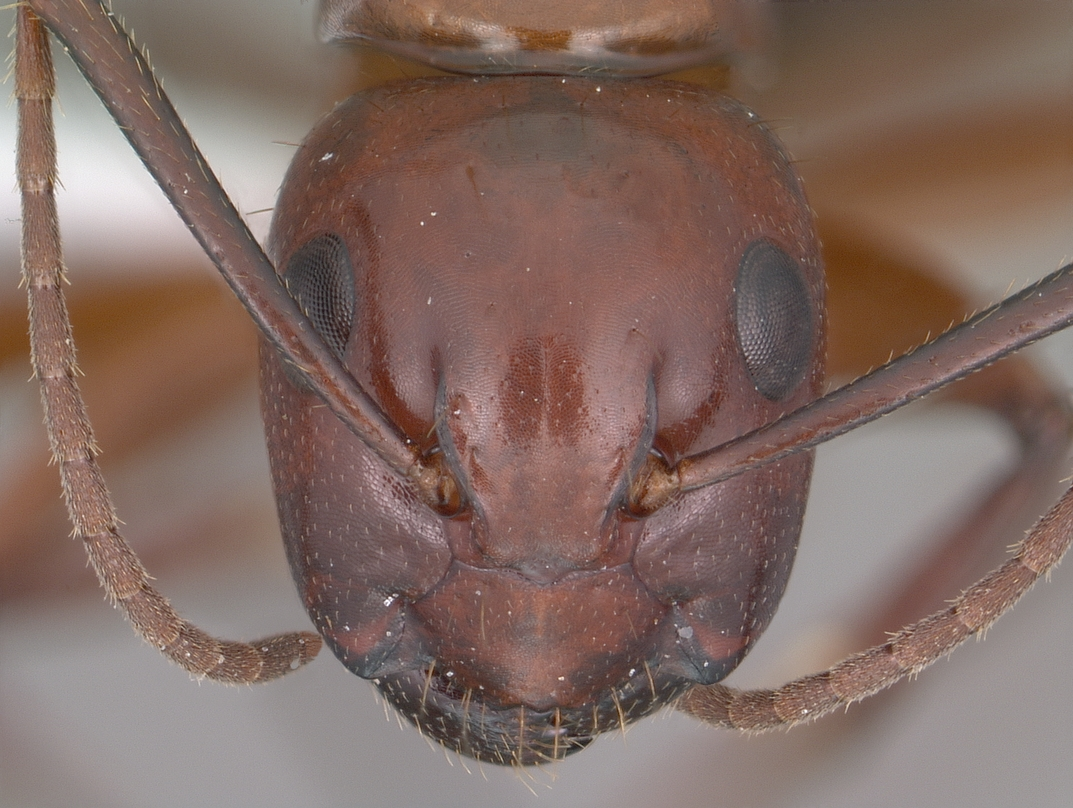